# Volvo B12B
Volvo B12B är ett busschassi med bakmotor och högt golv. Det tillverkades av Volvo mellan 2001 och 2011, ersatte Volvo B10B-chassit och har en 12-litersmotor monterad ett liknande sätt, liggande under golvet bak, men den här gången med topplocken riktade åt höger, istället för åt vänster och med kylaren på vänster sida om motorn. Det finns även med lågentré kallat Volvo B12BLE. Samtliga varianter ersattes av olika Volvo B9-, B11R- och B13R-chassin, samtliga med stående motor bak, då Volvo slutade att tillverka liggande motorer på grund av dålig lönsamhet.